# Elaeagnus
- Commons
- Wikispecies

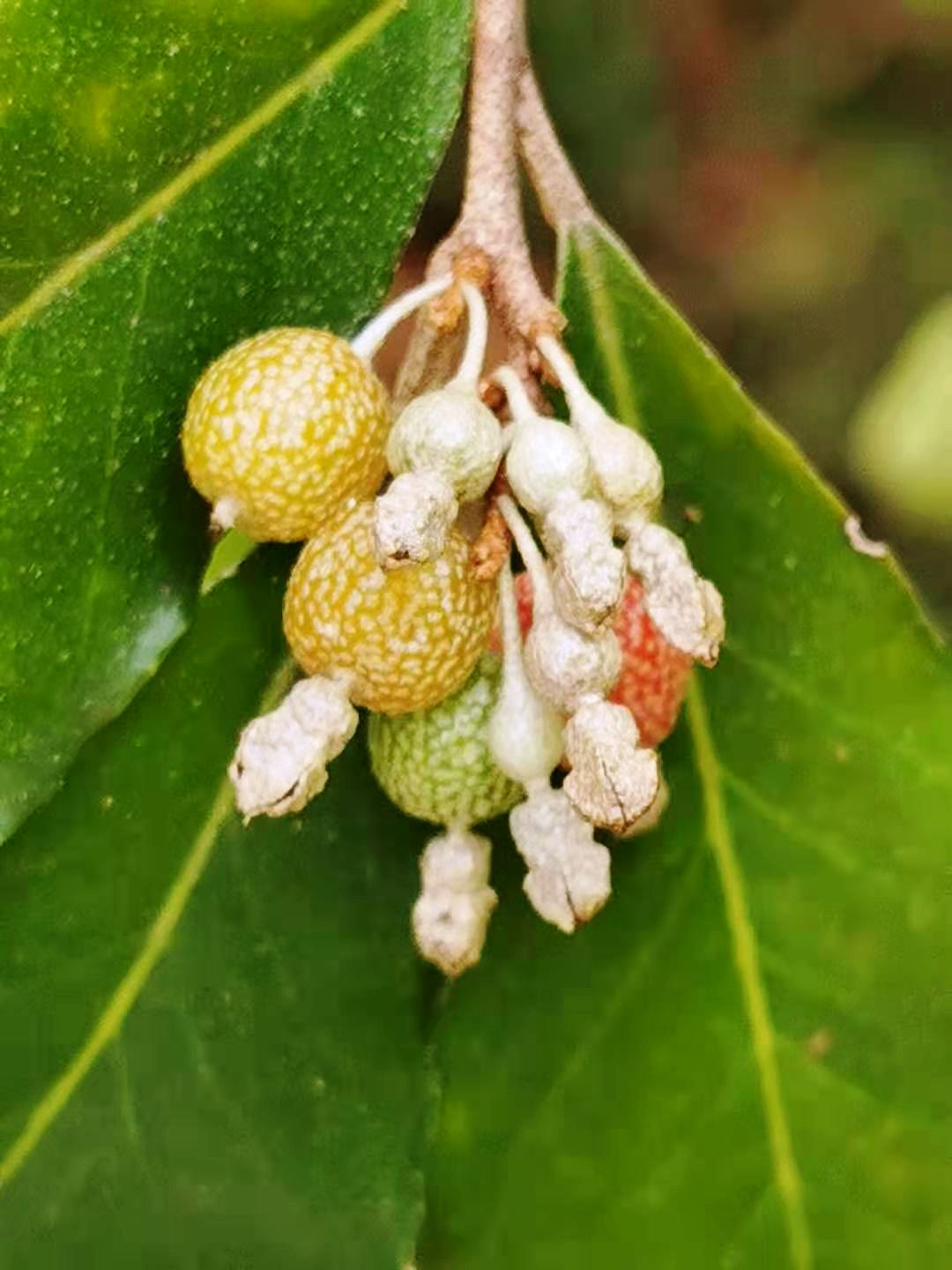
Elaeagnus oldhamii

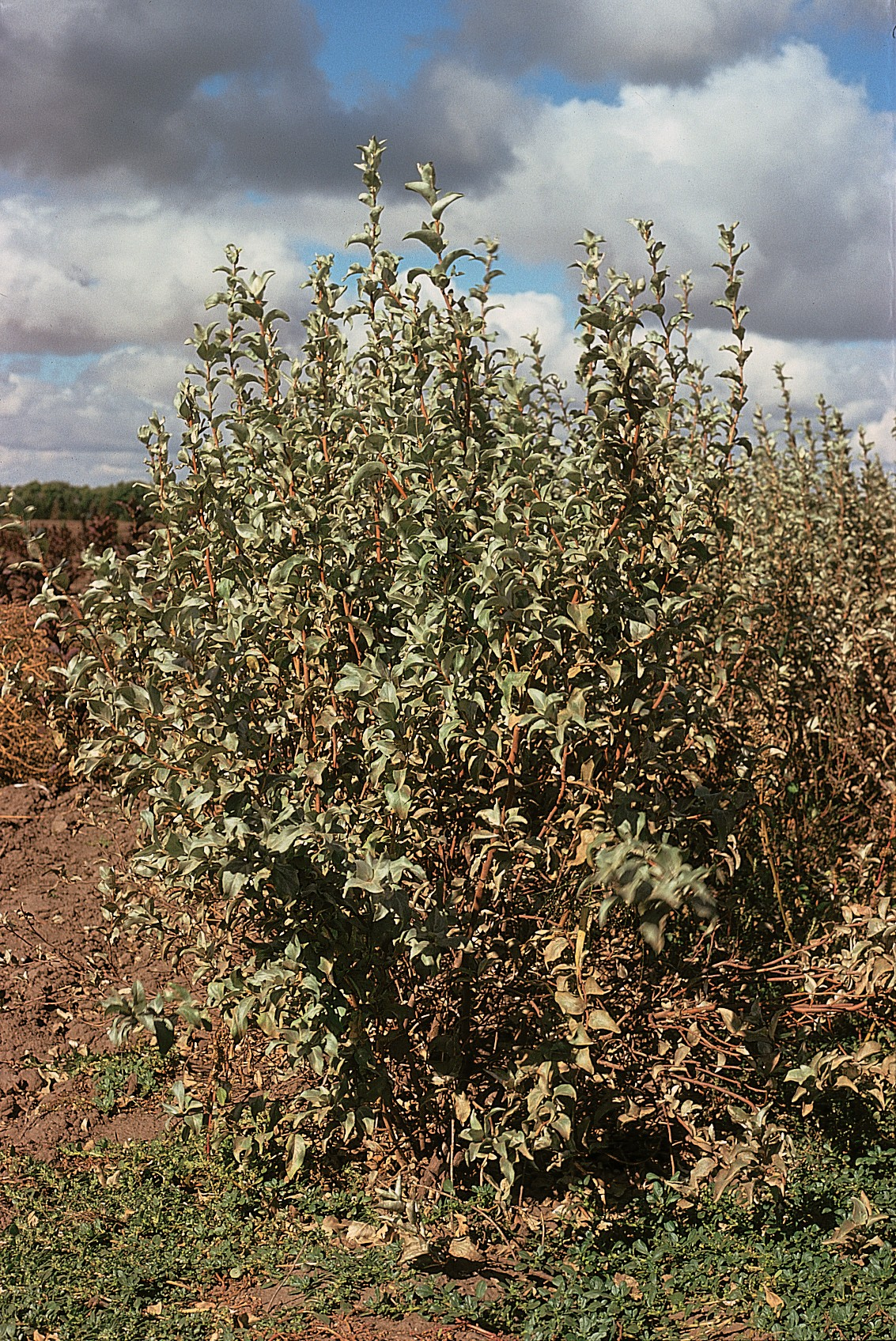
Elaeagnus commutata

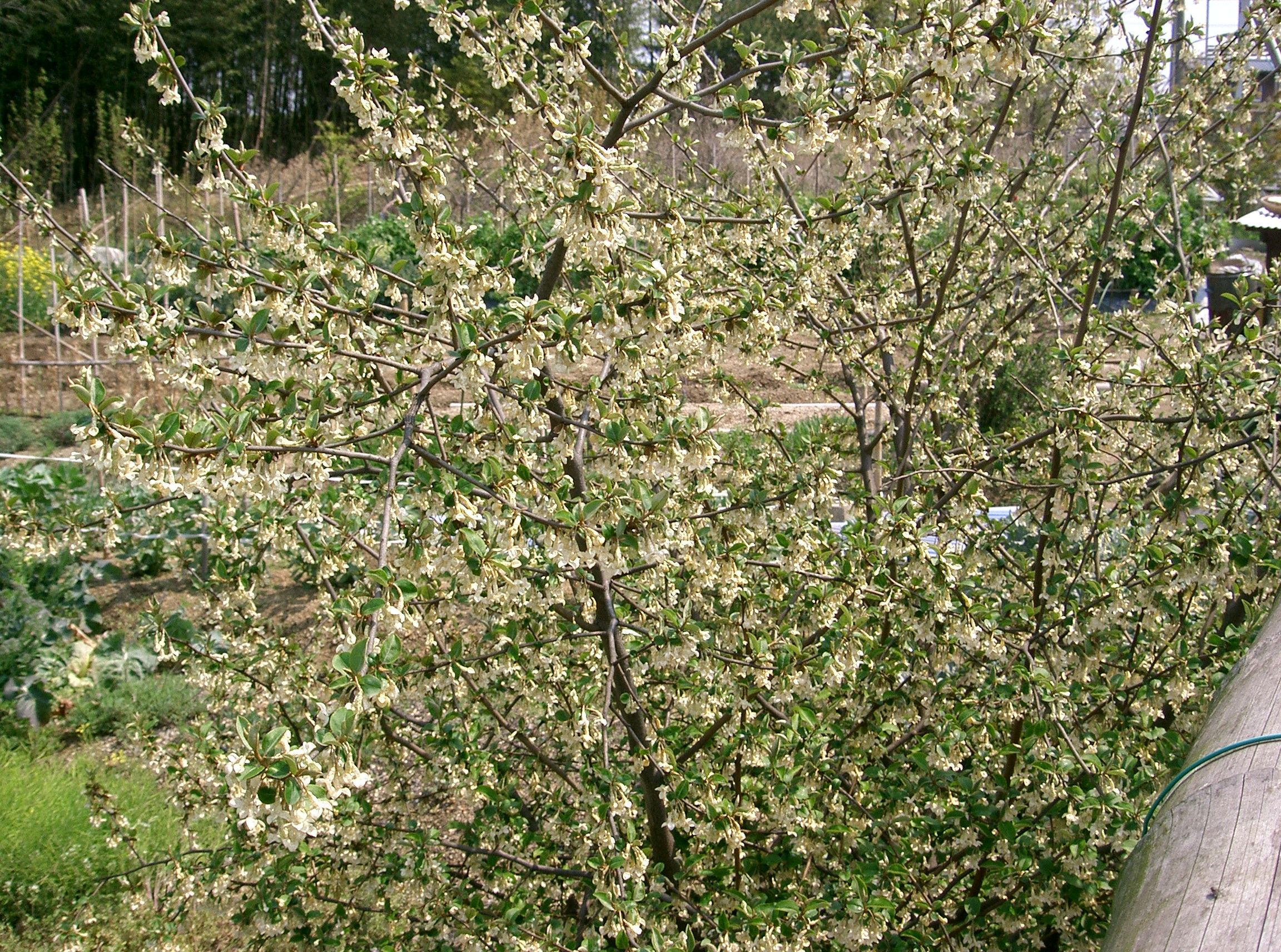
Elaeagnus multiflora

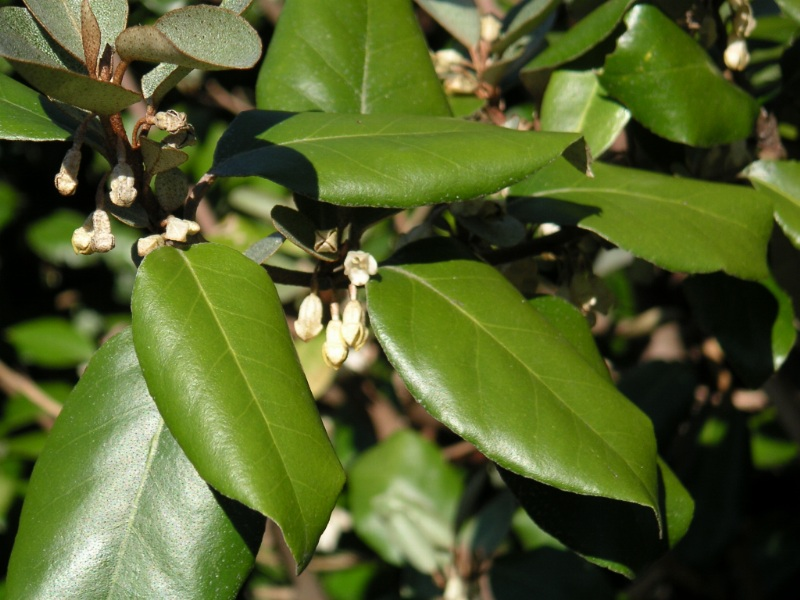
Elaeagnus × ebbingei

Elaeagnus L. é um género botânico pertencente à família Elaeagnaceae.

## Espécies
- Elaeagnus angustata (Rehd.) C. Y. Chang
- Elaeagnus angustifolia
- Elaeagnus argyi Levl.
- Elaeagnus bambusetorum Hand.-Mazz.
- Elaeagnus bockii Diels
- Elaeagnus cinnamomifolia W. K. Hu et H. F. Chow
- Elaeagnus commutata Bernh.
- Elaeagnus conferta Roxb.
- Elaeagnus courtoisi Belval
- Elaeagnus davidii Franch.
- Elaeagnus delavayi Lecomte
- Elaeagnus difficilis Serv.
- Elaeagnus formosana Nakai
- Elaeagnus glabra Thunb.
- Elaeagnus gonyanthes Benth.
- Elaeagnus griffithii Serv.
- Elaeagnus grijsii Hance
- Elaeagnus guizhouensis C.Y. Chang
- Elaeagnus henryi Warb.
- Elaeagnus jiangxiensis C.Y. Chang
- Elaeagnus jingdonensis C.Y. Chang
- Elaeagnus kanaii Momily.
- Elaeagnus lanceolata Warb.
- Elaeagnus lanpingensis C.Y. Chang
- Elaeagnus latifolia L.
- Elaeagnus liuzhouensis C.Y. Chang
- Elaeagnus longiloba C.Y. Chang
- Elaeagnus loureirii Champ.
- Elaeagnus luoxiangensis C.Y. Chang
- Elaeagnus luxiensis C.Y. Chang
- Elaeagnus macrantha Rehd.
- Elaeagnus macrophylla Thunb.
- Elaeagnus magna Rehd.
- Elaeagnus micrantha C.Y. Chang
- Elaeagnus mollis Diels
- Elaeagnus morrisonensis Hayata
- Elaeagnus multiflora Thunb.
- Elaeagnus nanchuanensis C.Y. Chang
- Elaeagnus obovata Li
- Elaeagnus obtusa C.Y. Chang
- Elaeagnus oldhami Maxim.
- Elaeagnus ovata Serv.
- Elaeagnus oxycarpa Schltdl.
- Elaeagnus pallidiflora C.Y. Chang
- Elaeagnus parvifolia Wallich ex Royle
- Elaeagnus pauciflora C.Y. Chang
- Elaeagnus philippinensis Perrott.
- Elaeagnus pilostyla C.Y. Chang
- Elaeagnus pingnanensis C.Y. Chang
- Elaeagnus pungens Thunb.
- Elaeagnus pyriformis Hook.f.
- Elaeagnus retrostyla C.Y. Chang
- Elaeagnus sarmentosa Rehd.
- Elaeagnus schlechtendalii Serv.
- Elaeagnus stellipila Rehd.
- Elaeagnus taliensis C.Y. Chang
- Elaeagnus thunbergii Serv.
- Elaeagnus tonkinensis Serv.
- Elaeagnus triflora Roxb.
- Elaeagnus tubiflora C.Y. Chang
- Elaeagnus tutcheri Dunn
- Elaeagnus umbellata Thunb.
- Elaeagnus viridis Serv.
- Elaeagnus wenshanensis C.Y. Chang
- Elaeagnus wilsonii Li
- Elaeagnus wushanensis C.Y. Chang
- Elaeagnus xichouensis C.Y. Chang
- Elaeagnus xizangensis C.Y. Chang

Híbridas
- Elaeagnus × ebbingei (E. macrophylla × E. pungens)
- Elaeagnus × pyramidalis (E. commutata × E. multiflora)
- Elaeagnus × reflexa (E. pugens × E. glabra)

## Classificação do gênero
| Sistema | Classificação                      | Referência               |
| ------- | ---------------------------------- | ------------------------ |
| Linné   | Classe Tetrandria, ordem Monogynia | Species plantarum (1753) |